# La Cuadra
La Cuadra, kurz für Compañía General Española de Coches Automóviles E. de la Cuadra, war ein spanischer Automobilhersteller.

## Unternehmensgeschichte
Im September 1899 gründeten der spanische Admiral Emilio de la Cuadra und der Ingenieur Carlos Vellino das Unternehmen in Barcelona. Es war das Ziel, Automobile zu entwickeln und zu vermarkten. Das Unternehmen war die erste Automobilfabrik in Spanien (laut Register von 1899). Außerdem wurden Fahrzeuge von Benz & Cie. vertrieben. Leitende Mitarbeiter waren Sadurní, Gort, Stahel, Bouvier, Marc Birkigt und Domingo Támaro. Birkigt entwickelte Ottomotoren und Bremssysteme, Vellino die Elektromotoren, Akkumulatoren und Antriebstechnik, Támaro entwarf die Karosserien. 

## Fahrzeuge

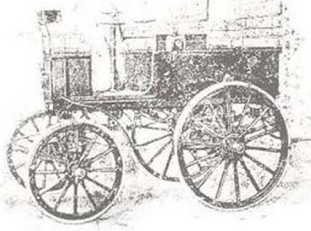
Elektroauto von La Cuadra, etwa 1900

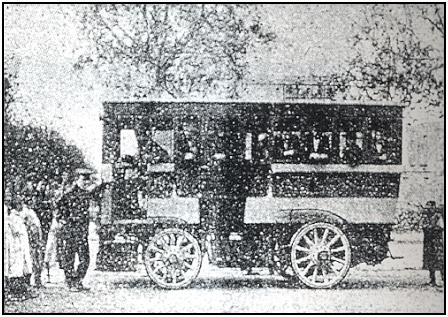
Omnibus von La Cuadra, etwa 1900

Zunächst versuchte sich das Unternehmen an Elektroautos. Angekündigt waren Personenkraftwagen, Lastkraftwagen mit zwei, drei, vier und fünf Tonnen sowie Omnibusse mit 10, 14, 16, 20 und 24 Sitzen. Die selbst entwickelten Batterien bewährten sich nicht, sodass auf handelsübliche Batterien zurückgegriffen werden musste. Damit war die Reichweite auf sechs Kilometer beschränkt und viel zu gering.  Bei der öffentlichen Vorführung eines Busses im August 1900 konnte nur eine geringe Strecke zurückgelegt werden. Daraufhin endeten diese Versuche.
Es gab auch eine Version mit einem zusätzlichen Ottomotor, der einen Dynamo antrieb und die Batterien des Fahrzeuges aufladen konnte. La Cuadra baute somit eines der ersten Hybridelektrokraftfahrzeuge der Welt.
1901 erschienen zwei Modelle mit Ottomotoren. La Cuadra Centauro 4,5 HP und La Cuadra Centauro 7,5 HP hatten jeweils einen Zweizylindermotor mit Wasserkühlung. Er war vorn im Fahrgestell eingebaut und trieb die Hinterachse an. Eines dieser Fahrzeuge existiert noch.

## Das Ende
1901 oder 1902 endete die Produktion. Insgesamt entstanden nur wenige Fahrzeuge. Der Inhaber sagte einmal im Spaß, dass er mehr Kinder gemacht habe als sein Unternehmen Autos. Er hatte 16 Kinder. Das Unternehmen wurde verkauft. Eine andere Quelle gibt an, dass drei Benzinautos entstanden.
Die Nachfolgegesellschaft war J. Castro.